# Kleine woestijnspringmuis
De kleine woestijnspringmuis (Jaculus jaculus)  is een zoogdier uit de familie van de jerboa's (Dipodidae). De wetenschappelijke naam van de soort werd als Mus jaculus in 1758 gepubliceerd door Carl Linnaeus.

## Kenmerken
De rug is oranjebruin, de buik is wit en de flanken grijsoranje met een witte band over de heup. De lichaamslengte bedraagt 10 tot 12 cm, de staartlengte 16 tot 20 cm en het gewicht 45 tot 75 gram.

## Leefwijze
Deze renmuis heeft lange, drietenige achterpoten aan een harig kussen, waarmee het dier zich op het woestijnzand goed kan voortbewegen. Het hipt op de achterpoten, waarbij de lange staart wordt gebruikt voor het evenwicht. Deze dieren gaan ’s nachts op zoek naar voedsel, dat bestaat uit zaden, wortels en bladen. Overdag sluiten ze hun hol af om de hitte en roofdieren te weren.

## Verspreiding
Deze soort komt algemeen voor in woestijnachtige gebieden van Noord-Afrika tot West-Azië